# Gowarczów (plaats)
Gowarczów is een dorp in het Poolse woiwodschap Święty Krzyż, in het district Konecki. De plaats maakt deel uit van de gemeente Gowarczów en telt 1400 inwoners.